# Off-grid

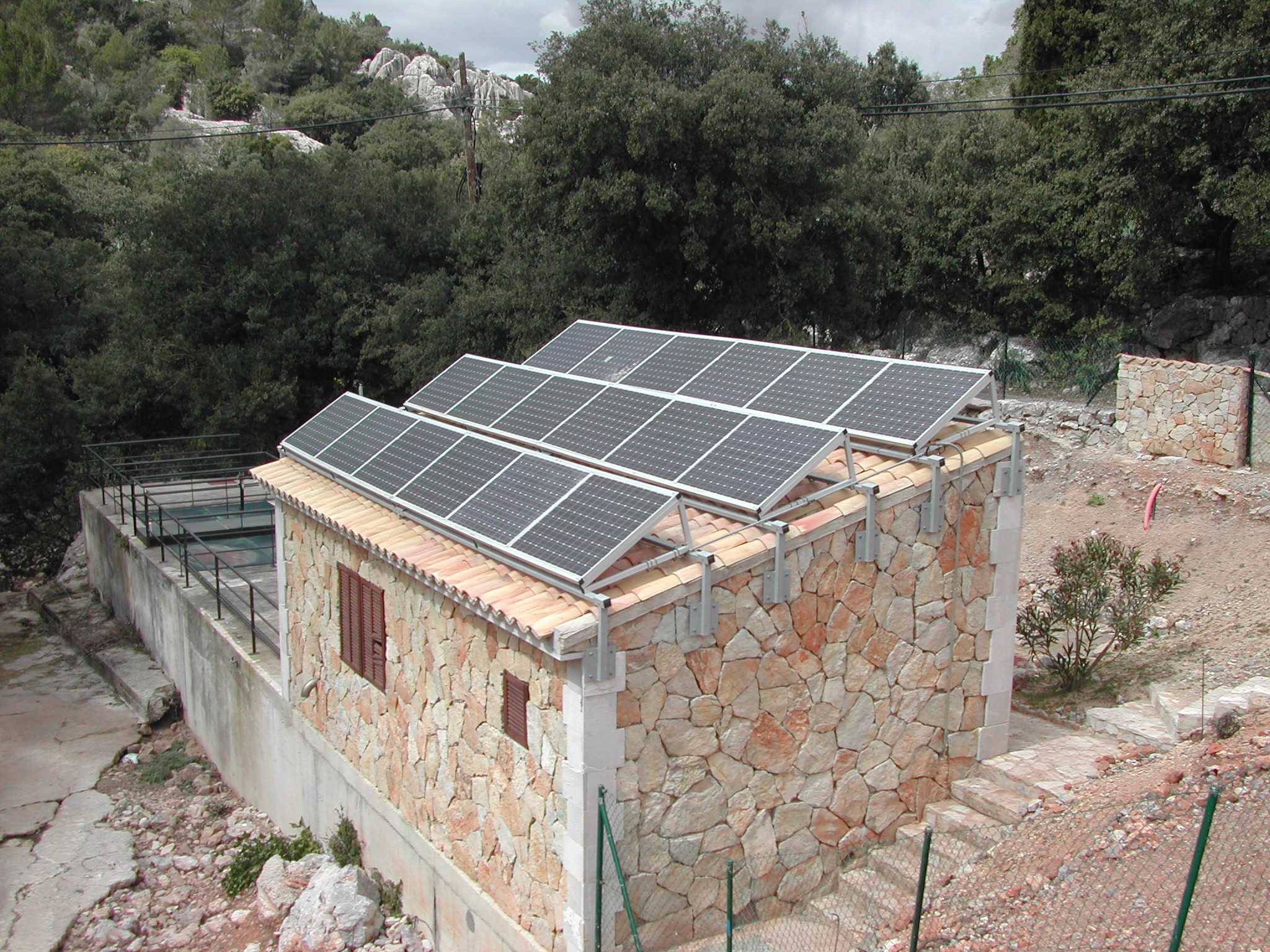
Een off-gridsysteem in Spanje

Off-gridsystemen, eilandsystemen, netonafhankelijke of autarkische systemen zijn systemen die voor hun energievoorziening niet afhankelijk zijn van een verbinding met het lichtnet. 

## Toepassing
Een netonafhankelijk systeem kan noodzakelijk zijn omdat er in de buurt geen elektriciteitsnetwerk aanwezig is, zoals in veel derde wereldlanden of moeilijk bereikbare locaties zoals op zee of in de ruimtevaart. Soms is een lichtnet wel aanwezig, maar is het lastig of erg duur om een verbinding te maken met zo'n netwerk. Dit is bijvoorbeeld het geval bij lichtboeien in een rivier.
In West-Europese landen, met hun dicht vertakte energienetwerken, worden off-gridsystemen vooral toegepast voor mobiele toepassingen, in de landbouw voor bijvoorbeeld schrikdraad, of toepassingen waarbij weinig energie noodzakelijk is bijvoorbeeld parkeermeters.

## Elektriciteitsopwekking
Bij decentrale elektriciteitsopwekking wordt de verbrandingsmotor of duurzame energietechnieken vaak toegepast.
De eerste techniek is het opwekken van energie door middel van een verbrandingsmotor en een generator. Hierbij wordt fossiele brandstof verbrand waarbij de vrijkomende energie wordt gebruikt om elektriciteit op te wekken. Voordeel van deze techniek is dat hij weersonafhankelijk, goed te plannen en constant is. Nadeel is dat brandstof moeilijk verkrijgbaar kan zijn, duur in aanschaf, en dat verbranding vervuiling en geluidsoverlast geeft. Daarnaast kleven er risico's aan de opslag en verwerking van de brandstof. 
De tweede is door middel van energiesystemen zoals windenergie of zonne-energie. Voordeel van deze energievormen is dat ze haast overal ter wereld voorkomen, ook op afgelegen locaties.
Nadeel van de toepassing van zonne-energie is dat het aanbod hiervan per tijdseenheid (moment op de dag, seizoen) sterk verschilt. Het systeem moet gedimensioneerd worden zodat er voldoende energie voorradig is in het seizoen met de minste lichtinval, vaak de winter. Ook moet er energie beschikbaar zijn in de nachtelijke uren. Hierdoor zijn dergelijke systemen vaak vrij complex en prijzig.

## Energieopslag
Opslag in de vorm van batterijen of accubanken zijn vaak onderdeel van een autonoom systeem. Er zijn echter ook andere energieopslagmogelijkheden, zoals chemisch (waterstof) of mechanisch (vliegwielen).

## Projecten
Het Zweedse Jönköping heeft tegen 2023 mogelijk een wereldprimeur met een project voor 44 volledig zelfvoorzienende appartementen. De gebouwen zullen op geen enkel distributienet aangesloten worden.